# Neonesiotes remiformis
Neonesiotes remiformis är en spindelart som beskrevs av Alfred Frank Millidge 1991. Neonesiotes remiformis ingår i släktet Neonesiotes och familjen täckvävarspindlar. Inga underarter finns listade i Catalogue of Life.